# Maxéville
Maxéville és un municipi francès situat al departament de Meurthe i Mosel·la i a la regió del Gran Est. L'any 2007 tenia 8.919 habitants.

## Demografia

### Població
El 2007 la població de fet de Maxéville era de 8.919 persones. Hi havia 3.576 famílies, de les quals 1.384 eren unipersonals (564 homes vivint sols i 820 dones vivint soles), 692 parelles sense fills, 964 parelles amb fills i 536 famílies monoparentals amb fills.
La població ha evolucionat segons el següent gràfic:
Habitants censats

### Habitatges
El 2007 hi havia 3.877 habitatges, 3.622 eren l'habitatge principal de la família, 12 eren segones residències i 243 estaven desocupats. 1.053 eren cases i 2.799 eren apartaments. Dels 3.622 habitatges principals, 1.237 estaven ocupats pels seus propietaris, 2.333 estaven llogats i ocupats pels llogaters i 52 estaven cedits a títol gratuït; 383 tenien una cambra, 394 en tenien dues, 764 en tenien tres, 1.226 en tenien quatre i 856 en tenien cinc o més. 1.496 habitatges disposaven pel capbaix d'una plaça de pàrquing. A 1.907 habitatges hi havia un automòbil i a 624 n'hi havia dos o més.

### Piràmide de població
La piràmide de població per edats i sexe el 2009 era:
| Homes | Edats   | Dones |
| ----- | ------- | ----- |
| 4     | 95 o +  | 16    |
| 4     | 90 a 94 | 28    |
| 44    | 85 a 89 | 68    |
| 32    | 80 a 84 | 72    |
| 80    | 75 a 79 | 212   |
| 108   | 70 a 74 | 116   |
| 116   | 65 a 69 | 144   |
| 140   | 60 a 64 | 196   |
| 212   | 55 a 59 | 216   |
| 268   | 50 a 54 | 232   |
| 320   | 45 a 49 | 340   |
| 244   | 40 a 44 | 292   |
| 296   | 35 a 39 | 308   |
| 288   | 30 a 34 | 288   |
| 476   | 25 a 29 | 432   |
| 476   | 20 a 24 | 521   |
| 384   | 15 a 19 | 340   |
| 304   | 10 a 14 | 336   |
| 280   | 5 a 9   | 264   |
| 280   | 0 a 4   | 216   |

## Economia
El 2007 la població en edat de treballar era de 5.981 persones, 3.948 eren actives i 2.033 eren inactives. De les 3.948 persones actives 3.313 estaven ocupades (1.728 homes i 1.585 dones) i 635 estaven aturades (341 homes i 294 dones). De les 2.033 persones inactives 372 estaven jubilades, 861 estaven estudiant i 800 estaven classificades com a «altres inactius».

### Ingressos
El 2009 a Maxéville hi havia 3.254 unitats fiscals que integraven 7.690,5 persones, la mediana anual d'ingressos fiscals per persona era de 14.595 €.

### Activitats econòmiques
Dels 489 establiments que hi havia el 2007, 6 eren d'empreses extractives, 7 d'empreses alimentàries, 9 d'empreses de fabricació de material elèctric, 1 d'una empresa de fabricació d'elements pel transport, 23 d'empreses de fabricació d'altres productes industrials, 75 d'empreses de construcció, 86 d'empreses de comerç i reparació d'automòbils, 15 d'empreses de transport, 19 d'empreses d'hostatgeria i restauració, 26 d'empreses d'informació i comunicació, 19 d'empreses financeres, 21 d'empreses immobiliàries, 76 d'empreses de serveis, 87 d'entitats de l'administració pública i 19 d'empreses classificades com a «altres activitats de serveis».
Dels 91 establiments de servei als particulars que hi havia el 2009, 1 era una oficina d'administració d'Hisenda pública, 1 oficina de correu, 2 oficines bancàries, 15 tallers de reparació d'automòbils i de material agrícola, 2 tallers d'inspecció tècnica de vehicles, 3 establiments de lloguer de cotxes, 1 autoescola, 5 paletes, 10 guixaires pintors, 6 fusteries, 10 lampisteries, 8 electricistes, 9 empreses de construcció, 2 perruqueries, 2 agències de treball temporal, 9 restaurants, 4 agències immobiliàries i 1 saló de bellesa.
Dels 13 establiments comercials que hi havia el 2009, 4 eren supermercats, 2 botiges de menys de 120 m², 3 fleques, 2 carnisseries, 1 una botiga de mobles i 1 un drogueria.

## Equipaments sanitaris i escolars
El 2009 hi havia 1 psiquiàtric, 1 centre de salut, 4 farmàcies i 1 ambulància.
El 2009 hi havia 4 escoles maternals i 3 escoles elementals.
```
Disposava d'un institut universitari.
```

## Poblacions més properes
El següent diagrama mostra les poblacions més properes.